# Inner Alliance
Pour les articles homonymes, voir Alliance.
Inner Alliance est une toile peinte à l'huile par Vassily Kandinsky en 1929. Elle est conservée et exposée au musée autrichien de l'Albertina.